# Йост, Вальтер
Вальтер Йост (нем. Walter Jost; 25 июля 1896, Раштатт — 24 апреля 1945, Вилладозе) — генерал-лейтенант вермахта, кавалер Рыцарского креста Железного креста.

## Биография
Участник Первой мировой войны, в сентябре 1916 года произведён в лейтенанты. Кавалер Железных крестов обоих классов и знака «За ранение» в чёрном. После войны служил в рейхсвере, был командиром в нескольких воинских формированиях. В 1937 году произведён в подполковники.
В годы Второй мировой войны командовал 75-м пехотным полком с октября 1941 по апрель 1943 годов. В июне 1942 года некоторое время был командиром 5-й пехотной дивизии (позднее преобразованной в 5-ю егерскую), с 26 апреля 1944 командовал 42-й егерской дивизией. Обладатель пряжек к Железным крестам 2-го и 1-го класса, кавалер Рыцарского креста Железного креста от 31 марта 1942 года.
Погиб 24 апреля 1945 года в бою под итальянским местечком Вилладозе.

## Награды
- Железный крест (1914) 2-го и 1-го классов (Королевство Пруссия)
- Орден Церингенского льва рыцарский крест 2-го класса с мечами (Великое герцогство Баден)
- Нагрудный знак «За ранение» (1918) в чёрном
- Почётный крест Первой мировой войны 1914/1918 с мечами (1934)
- Медаль «За выслугу лет в вермахте» с 4-го по 1-й класс
- Пряжка к Железному кресту 2-го и 1-го класса (1939)
- Рыцарский крест Железного креста (31 марта 1942, полковник 75-го пехотного полка)[2][3]
- Медаль «За зимнюю кампанию на Востоке 1941/42»